# Gay Games 2022
Els Gay Games 2022 (traduïble com «Jocs Gai de 2022»), també coneguts com a Gay Games XI, GGHK2022 i Hong Kong Gay Games 2022, són un pròxim esdeveniment internacional multiesportiu i una trobada cultural organitzada per i específicament per a atletes, artistes i músics lesbianes, gais, bisexuals i transsexuals (LGBT), coneguts com a Gay Games.
Originalment, estaven programats per a celebrar-se de l'11 al 19 de novembre de 2022, a Hong Kong, els jocs es traslladen a novembre de 2023 a conseqüència de la pandèmia de COVID-19.

## Procés de candidatura
El 30 d'octubre de 2017, Hong Kong va ser anunciada com la ciutat amfitriona dels 11è Gay Games, en una gala celebrada a l'ajuntament de París, que hi van guanyar amb una clara majoria de vots en la primera ronda de votació. És la primera vegada que els Gay Games se celebren al continent asiàtic.
L’abril de 2016 es va anunciar la «llista llarga» de ciutats interessades a presentar la seva candidatura per a acollir els XI Gay Games en 2022. Un número sense precedents de disset ciutats estaven interessades a presentar la seva candidatura. El 30 de juny de 2016, la Federació de Jocs Gais va anunciar que onze ciutats havien presentat la seva carta d'intenció per a presentar una candidatura formal. Anaheim, Atlanta, Des Moines, Madison, Minneapolis i San Antonio van decidir no seguir amb la seva opció de candidatura. El 31 de juliol de 2016, nou ciutats van presentar la seva segona quota d'inscripció per a seguir en el procés de candidatura. Tant la Ciutat del Cap com Tel-Aviv van abandonar en aquesta fase, declarant la seva intenció de presentar una candidatura per als XII Jocs Gai en 2026. El 30 de novembre de 2016, vuit ciutats candidates van presentar els seus llibres de candidatura i Los Angeles va abandonar en aquesta fase.
L'1 de març de 2017 es va anunciar una llista de tres ciutats candidates. Guadalajara, Hong Kong i Washington DC van rebre visites abans que es prengués la decisió final sobre la ciutat amfitriona a París el dilluns 30 d'octubre.

## Efecte de la llei de seguretat nacional
En 2021, la delegació de la República de la Xina (Taiwan) va anunciar que no enviaria als seus atletes als Gay Games de 2022 per temor al fet que els membres de l'equip poguessin ser detinguts en virtut de la llei de seguretat nacional de Hong Kong, promulgada en 2020.
L’agost de 2021, l'activista prodemocràtic de Hong Kong Joey Siu va condemnar els Jocs, assenyalant que els principals activistes pels drets dels homosexuals estan actualment a la presó i a l'espera de judici per la llei de seguretat nacional, entre ells Raymond Chan Chi-chuen, Jimmy Sham i Tiffany Yuen.

## Esdeveniments i seus
Els Jocs comptaran amb 36 disciplines esportives i esdeveniments culturals en tot Hong Kong. Les seus estan encara per confirmar.

## Ajornament
El setembre de 2021, els organitzadors van anunciar que els Jocs Gai de 2022 es posposarien un any, fins a novembre de 2023, a causa de l'actual pandèmia de COVID-19 i als estrictes protocols de quarantena per a viatges de Hong Kong.